# Vanessa Springora
Vanessa Springora, född 16 mars 1972, är en fransk författare och framstående förläggare som leder förlaget Julliard. 2 januari 2020 gavs hennes verk Le Consentement ut, på förlaget Grasset, där hon beskriver hur den franske författaren Gabriel Matzneff förförde och hade sex med henne när hon var fjorton år gammal. Han var då över 50. I svensk press har Le Consentement bland annat jämförts med Matilda Gustavssons Klubben, och den har kallats för Lolitas comeback.
Springoras far och mor hamnade ofta i våldsamma bråk när hon var ett litet barn. Modern lämnade tidigt fadern, varpå Springora växte upp ensam med sin moder.